# Johanna Ursula von Geusau
Johanna Ursula von Geusau, geborene Johanna Ursula von Rhediger (* 1659 im Herzogtum Oels; † 31. Oktober 1718 in Köstritz) war eine deutsche Kirchenlieddichterin.

## Leben
Als Johanna Ursula Freiin von Rhediger wurde sie 1659 im Herzogtum Oels geboren, wobei der Vater kurz vor ihrer Geburt starb, sodass sie in Armut aufwuchs. 1688 heiratete sie den fürstlich braunschweigischen Kammerjunker Günther von Geusau, der außerdem Domherr des Stifts Gandersheim war. 1701 starb dieser, Johanna von Geusau ließ ihre Söhne das Pädagogium der franckeschen Stiftungen in Halle an der Saale beziehen und zog auch bald selber hierher. In Halle erlangte sie Anerkennung. Als die Söhne erwachsen wurden, fungierte von Geusau als Erzieherin der Familie Solms. Diese Tätigkeit musste sie krankheitsbedingt aufgeben. Das folgende Jahr verbrachte sie am graflich-reußischen Hof in Köstritz und starb dort am 31. Oktober 1718 an ihrer langen Krankheit.
Drei von von Geusaus Dichtungen wurden in Johann Anastasius Freylinghausens zweiten Teil des Geistreichen Gesangbuchs aufgenommen.